# Reino Vândalo

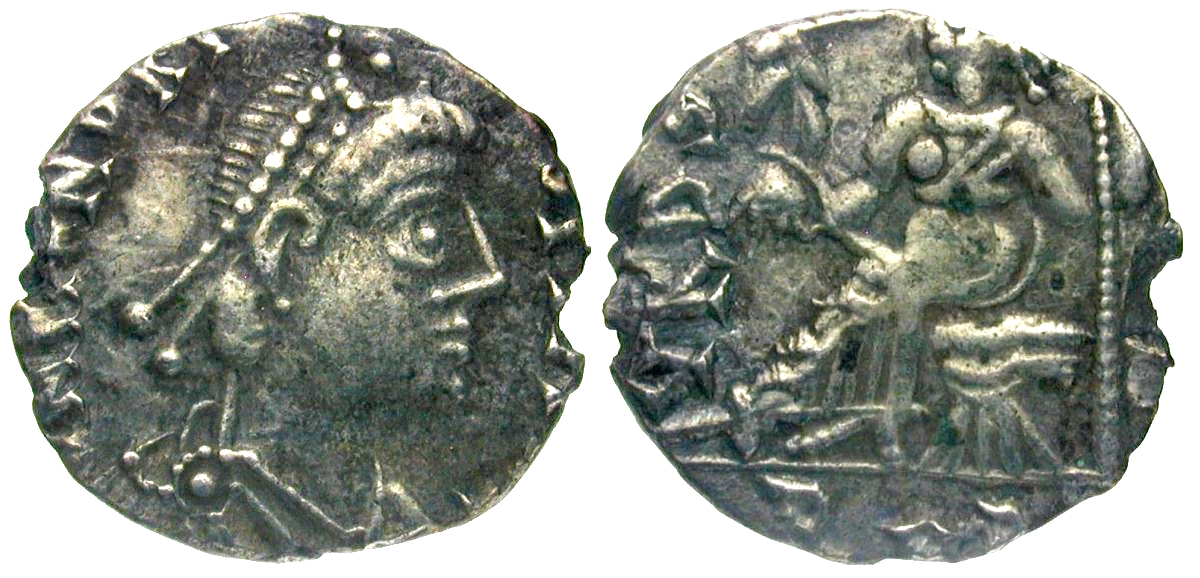
Síliqua do rei Genserico r.

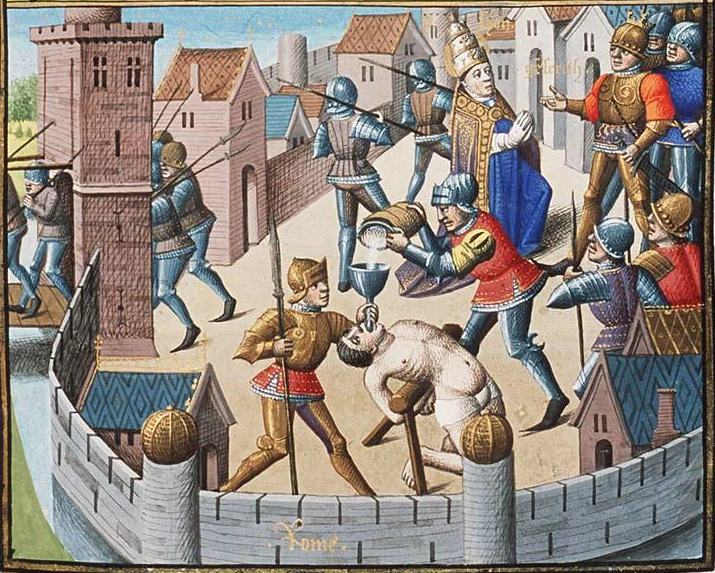
Iluminura de ca. 1475 representando o papa Leão I persuadindo Genserico a não destruir Roma e nem matar seus habitantes

O Reino Vândalo foi um reino estabelecido pelos vândalos sob Genserico (r. 428–477) no Norte da África e Mediterrâneo de 435 a 534. Originou-se do assentamento dos vândalos, pelo governo romano, nas províncias da Numídia e Mauritânia e expandiu-se mais dentro do Norte da África e Mediterrâneo. O reino foi conquistado pelo imperador bizantino Justiniano (r. 527–565) na Guerra Vândala. Embora lembrado principalmente por sua perseguição aos cristãos ortodoxos nicenos, os vândalos foram também patronos da aprendizagem. Grande projetos de construção foram empreendidos, escolas floresceram e o Norte da África promoveu muitos dos escritos mais inovadores e científicos do latim ocidental tardio.

## História

### Estabelecimento
Os vândalos sob o novo rei deles Genserico cruzaram a África em 429. Embora números sejam desconhecidos e alguns historiadores debatem a validade das estimativas, baseando-se na assertiva de Procópio de Cesareia os vândalos e alanos contavam 80 000 quando moveram-se para o Norte da África; Peter Heather estima que eles poderiam ter alinhado um exército de ca. 15 000-20 000. De acordo com Procópio, os vândalos vieram para a África a pedido de Bonifácio, o governante militar da região. Contudo, tendo sido sugerido que os vândalos migraram para a África em procura de segurança; eles tinham sido atacados por um exército romano em 422 e tinham falhado em selar uma trégua com eles. Avançando para leste ao longo da costa, os vândalos lançaram cerco a cidade murada de Hipona em 430. Dentro, Santo Agostinho e seus padres rezaram para o alívio dos invasores, sabendo muito bem que a queda da cidade significaria conversão ou morte de muitos cristãos romanos. Em 28 de agosto de 430, três meses em cerco, São Agostinho (que estava com 75 anos) morreu, talvez por fome ou estresse. Após 14 meses, fome e inevitáveis doenças estavam assolando os habitantes da cidade e os vândalos fora dos muros, com a cidade finalmente caindo para eles, que fizeram dela sua capital.[carece de fontes?]
A paz foi feita entre romanos e vândalos em 435 através de um tratado que deu aos vândalos o controle da costa da Numídia e partes da Mauritânia. Genserico escolheu quebrar o tratado em 439 quando invadiu a província da Diocese da África e sitiou Cartago. A cidade foi capturada sem luta; os vândalos entraram na cidade enquanto a maioria dos habitantes estava assistindo corridas no hipódromo. Genserico fez-a sua capital, e denominou-se Rei dos Vândalos e Alanos, para denotar a inclusão dos alanos da África do Norte em sua aliança. Conquistando Sicília, Sardenha, Córsega, Malta e ilhas Baleares, estabeleceu seu reino como um Estado poderoso. O historiador Camerson sugere que o novo governo vândalo não tinha sido indesejável pelo população do Norte da África uma vez que os antigos proprietários eram geralmente impopulares.
A impressão dada por fontes antigas tais como Vitor de Vita, Quodvultdeu e Fulgêncio de Ruspe foi que a conquista vândala de Cartago e Norte da África levou a destruição generalizada. Contudo, investigações arqueológicas recentes tem contestado esta assertiva. Embora o Odeon de Cartago foi destruído, o padrão viário permaneceu o mesmo e alguns edifícios públicos foram renovados. O centro político de Cartago foi a colina Birsa. Novos centros industriais emergiram dentro das cidades durante este período. O historiador Andy Merrills usa as grandes quantidades de cerâmica africana com engobe vermelho descoberta através do Mediterrâneo para desafiar o pressuposto de que o governo vândalo do Norte da África foi um período de instabilidade econômica. Quando os vândalos sitiaram a Sicília em 440, o Império Romano do Ocidente estava preocupado demais com a guerra na Gália para reagir. Teodósio II (r. 408–450), imperador do Império Bizantino, enviou uma expedição para lidar com os vândalos em 441, contudo, apenas progrediu tanto quanto a Sicília. O Império do Ocidente sob Valentiniano III (r. 425–455) assegurou paz com os vândalos em 442. Segundo o tratado, os vândalos ganhariam Bizacena, Tripolitânia, parte da Numídia e confirmariam seu controle sobre a Diocese da África.

### Saque de Roma
Durante os próximos 25 anos, com uma grande frota, Genserico saqueou a costa dos impérios oriental e ocidental. Após a morte de Átila, o Huno (r. 434–453), contudo, os romanos poderiam virar a atenção deles de volta para os vândalos, que estavam sobre controle de algumas das terras mais antigas do antigo império deles. Em um esforço para trazer os vândalos dentro da dobra do império, Valentiniano III ofereceu a mão de sua filha em casamento com o filho de Genserico. Antes deste tratado ser realizado, porém, a política desempenhou novamente uma parte crucial nos erros de Roma. Petrônio Máximo (r. 455), o usurpador, matou Valentiniano III e um esforço para controlar o império. A diplomacia entre as duas facções quebrou, e em 455 com uma carta da imperatriz Licínia Eudóxia (r. 437–455), pedindo ao filho de Genserico para resgatá-la, os vândalos tomaram Roma, junto com a imperatriz Licínia Eudóxia e seus filhas Eudócia e Placídia.
O cronista Próspero da Aquitânia oferece o único relato do século V que em 2 de junho de 455, o papa Leão I recebeu Genserico e implorou-lhe para abster-se de assassinatos e destruição por fogo, e que se contentassem com a pilhagem. Se a influência do papa salvou Roma, é contudo, questionável. Os vândalos partiram com inúmeros objetos de valor. Eudóxia e sua filha Eudócia foram levadas para o Norte da África.

### Anos mais tarde
Como resultado do saque vândalo de Roma e a pirataria no Mediterrâneo, tornou-se importante para o Império Romano destruir o Reino Vândalo. Em 460, o imperador ocidental Majoriano (r. 457–461) tentou invadir o Reino Vândalo, mas foi derrotado em uma batalha naval em Cartagena, na Espanha. Em 468, ambas as porções do império tentaram conquistá-lo novamente, com uma forma de mais de 100 000 homens. Em uma batalha naval no cabo Bon, na atual Tunísia, os vândalos capturaram a frota ocidental e destruíram a oriental através do uso de navios de fogo. Após o ataque, os vândalos tentaram invadir o Peloponeso, mas foram rechaçados pelos maniotas em Cenípolis com pesadas baixas. Em retaliação, os vândalos tomaram 500 reféns em Zacinto, cortando-os em pedaços e depois os lançando ao mar no caminho para Cartago. Nos anos 470, os romanos abandonaram a política de guerra deles contra os vândalos. O general germânico ocidental Ricimero chegou a um acordo com os vândalos, e em 476 Genserico foi capaz de concluir uma "paz perpétua" com Constantinopla. As relações entre os dois Estados assumiu uma aparência de normalidade. De 477 em diante, os vândalos produziriam suas próprias moedas. Era restrito às moedas de baixa denominação de bronze e prata. Embora o dinheiro imperial de baixa denominação foi substituído, a alta denominação não era, demonstrando, nas palavras de Merrills, "relutância em usurpar a prerrogativa imperial".
Genserico morreu em 22 de janeiro de 477. De acordo com a lei de sucessão que ele havia promulgado, o membro homem mais velho da casa real seria o sucessor. Assim, ele foi sucedido por seu filho Hunerico (r. 477–484) que, por seu temor à Constantinopla, tolerou os católicos, porém, após 482, começou a perseguir os maniqueístas e católicos. Guntamundo (r. 484–496), seu primo e sucessor, buscou a paz interno com os católicos e cessou a perseguição mais uma vez. Externamente, o poder dos vândalos havia declinado desde a morte de Genserico e Guntamundo perdeu vastas partes da Sicília para os mouros autóctones. O sucessor de Guntamundo, Trasamundo (r. 496–523), devido a seu fanatismo religioso, foi hostil com os católicos e contentou-se com perseguições sem derramamento de sangue.

### Conquista pelo Império Bizantino

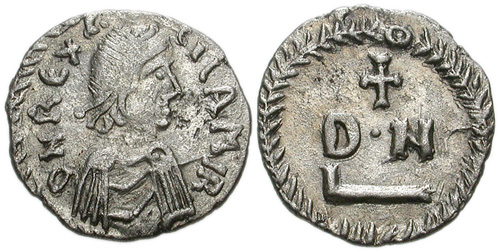
Denário do rei Gelimero r.

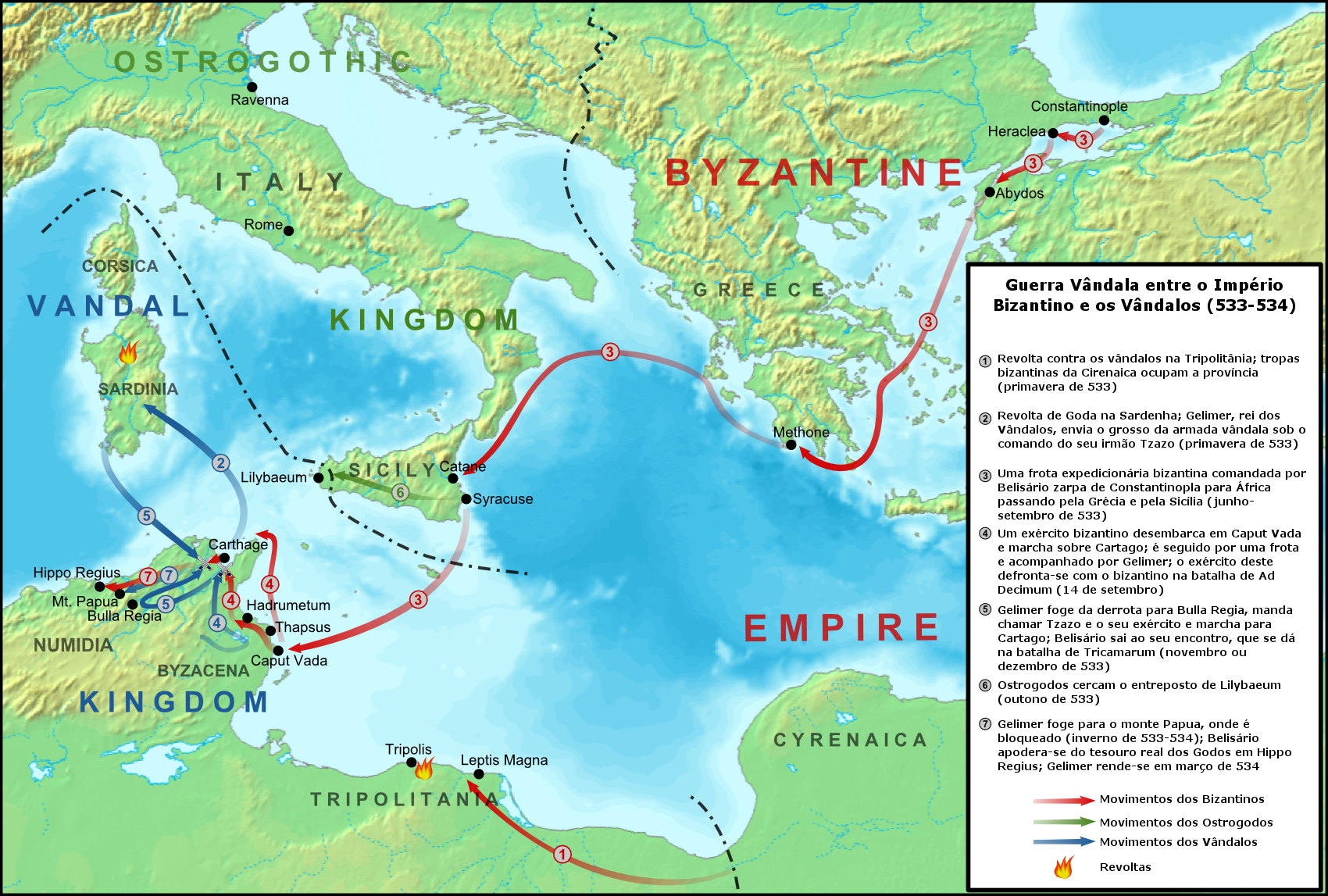
Mapa das operações militares da Guerra Vândala

O sucessor de Trasamundo, Hilderico (r. 523–530) foi o rei vândalo mais tolerante em relação à Igreja Católica. Ele garantiu liberdade religiosa; consequentemente os sínodos católicos foram mais uma vez realizados no Norte da África. Contudo, ele tinha pouco interesse em guerra, e deixou isso a um membro de sua família, Hoamero. Quando Hoamero sofreu uma derrota contra os mouros, a facção ariana dentro da família real liderou uma revolta, erguendo a bandeira do arianismo nacional, e seu primo Gelimero (r. 530–533) tornou-se rei. Hilderico, Hoamero e os parentes deles foram jogados na prisão. Hilderico foi deposto e assassinado em 533.
O imperador bizantino Justiniano (r. 527–565) declarou guerra, com a intenção declarada de restaurar Hilderico ao trono vândalo. Enquanto uma expedição estava em curso, uma grande parte do exército e marinha vândala foi liderada por Tzazo, irmão de Gelimero, para a Sardenha para lidar com uma rebelião liderada pelo nobre godo Godas. Como resultado, os exércitos do Império Bizantino comandados por Belisário foram capazes de desembarcar sem oposição 16 km de Cartago. Gelimero rapidamente montou um exército, e encontrou Belisário na batalha de Ad Decimum; os vândalos estavam vencendo a batalha Amatas e Gibamundo, respectivamente irmão e sobrinho de Gelimero, caírem em batalha. Gelimero então perdeu a coragem e fugiu. Belisário rapidamente tomou Cartago enquanto os vândalos sobreviventes ainda lutavam. Em 15 de dezembro de 533, Gelimero e Belisário novamente se enfrentaram na batalha de Tricamaro, ca. 32 km de Cartago. Novamente os vândalos lutaram bem mas quebraram, desta vez quando Tzazo caiu em batalha. Belisário rapidamente avançou para Hipona, segunda cidade do Reino Vândalo, e em 534 Gelimero, sitiado no monte Pápua pelo general hérulo Faras, rendeu-se para os bizantinos, encerrando o reino dos vândalos.
O Norte da África (norte da Tunísia e Argélia oriental) tornou-se uma província romana novamente, a partir da qual os vândalos foram expulsos. Muitos vândalos fugiram para Saldas (atual Bugia, Argélia) onde eles integraram-se com os berberes. Muitos outros foram colocados sob serviço imperial ou fugiram para os dois reinos góticos (Reino Ostrogótico e Reino Visigótico) e algumas mulheres vândalas casaram-se com soldados bizantinos assentados no norte da Argélia e Tunísia. Os melhores guerreiros vândalos foram colocados em cinco regimentos de cavalaria, conhecidos como Vândalos Justinianos (Vandali Iustiniani), e foram estacionados na fronteira persa. Alguns entraram no serviço privado de Belisário. "O próprio Gelimero foi tratado honoravelmente e recebeu grandes propriedades na Galácia onde viveu até a velhice. Foi também oferecido o posto de patrício mas ele recusou porque não estava disposto a mudar sua fé ariana." Nas palavras do historiador Roger Collins: "os vândalos remanescentes foram então enviados de volta para Constantinopla para serem absorvidos no exército imperial. Como uma unidade étnica distinta eles desapareceram."

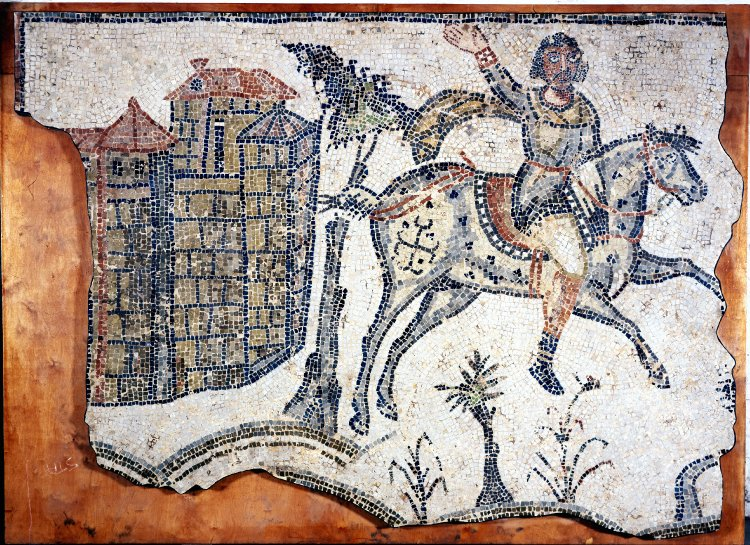
Mosaico representando um cavaleiro vândalo

## Cultura

### Religião
Diferenças entre os arianos vândalos e seus súditos trinitários (incluindo católicos e donatistas) foram uma constante fonte de tensão no Estado africano deles. Bispos católicos foram exilados ou mortos por Genserico e leigos foram excluídos do cargo e frequentemente sofreram confiscação de suas propriedades. Ele protegeu seus súditos católicos quando suas relações com Roma e Constantinopla foram amigáveis, como durante os anos 454-457, quando a comunidade católica em Cartago, que estava sem um chefe, elegeu o bispo Deográcias. O mesmo foi o caso durante os anos 476-477 quando o bispo Vitor de Cartena enviou a ele, durante um período de paz, uma forte reputação do arianismo e não sofreu punição.[carece de fontes?] Hunerico, o sucessor de Genserico, emitiu decretos contra os católicos em 483 e 484 em um esforço para marginalizá-los e fazer o arianismo a principal religião do Norte da África. A maioria dos reis vândalos, exceto Hilderico, perseguiram os cristãos trinitários em menor ou maior medida, proibindo a conversão de vândalos, exilando bispos e geralmente fazendo difícil a vida dos trinitários.